# Scarthyla
Scarthyla é um gênero de anfíbios da família Hylidae.
As seguintes espécies são reconhecidas:
- Scarthyla goinorum (Bokermann, 1962)
- Scarthyla vigilans (Solano, 1971)